# Albert Hirn
Albert Hirn, född 12 augusti 1888 i Hochhausen, död 30 juni 1966 i Uppsala, var en tysk gymnastikpedagog och gymnastikhistorisk författare.
Albert Hirn var 1924–1934 föreståndare för Hochschulinstitut für Leibesübungen i Berlin, ledde 1934–1941 gymnastiklärarnas utbildning vid denna anstalt och var 1941–1944 föreståndare för Institutet för fysisk fostran i Strassburg. Han var en framstående idrottsman inom rodd och landhockey och var en framstående kännare av den lingska gymnastiken och dess historia. Från 1947 var Hirn bosatt i Sverige. Han utgav bland annat Ursprung und Wesen des Sports (1936) och Die Leibeserziehung bei Pestalozzi (1941).